# Proletkult
A Proletkult (oroszul: Пролеткульт) művészeti mozgalom volt a Szovjetunióban 1917 és 1925 közt, amely a proletárok művészetének megszervezését és támogatását tekintette feladatának. Tágabb értelemben a fogalom alá értendők az orosz mozgalom hatására más országokban jelentkező proletkult-mozgalmak is.
Szóösszerántás, az orosz „proletár” jelző (пролетарская) és „kultúra” szó (культура) összevonása.
Az orosz Proletkult valódi mozgalomként indult, később azonban jelentős vitákat kavart és csak névleg maradt meg mozgalomnak, valójában a művészek és alkotásaik feletti kommunista párti ellenőrzés hivatalos eszközévé tették. 
Fő ideológusa kezdetben Alekszandr Bogdanov orvos és író volt és a mozgalmat az új szovjet hatalom pénzzel is támogatta, 1919 és 1920 folyamán azonban a párt megelégelte a Proletkult önálló tevékenységét és hivatalos lapja, a Pravda kispolgári szervezetnek bélyegezte. Röviddel ezután vezetőit, köztük Bogdanovot eltávolították (utóbbit 1923-ban le is tartóztatták, de nem ölték meg.) Szellemi irányítását a szovjet rezsim hivatalos kultúrideológusa, Anatolij Lunacsarszkij vette a kezébe. Befolyásos Proletkult-ideológus volt Mihail Geraszimov, Alekszej Gasztyev és Fjodor Kalinyin is.
Proletkult műhelyek jöttek létre az 1920-as években Csehszlovákiában, Németországban és más közép-európai országokban. Magyarországon a legjelentősebb proletkult-programot Komját Aladár lapja, az Egység munkatársai dolgozták ki. Jelentős korai magyar proletkult műhely volt a Kassai Munkás köre Kassán (Kassai Géza, Mácza János, Hidas Antal és mások).

## Fordítás
- Ez a szócikk részben vagy egészben  a   Proletkult című angol Wikipédia-szócikk ezen változatának fordításán alapul.  Az eredeti cikk szerkesztőit annak laptörténete sorolja fel. Ez a jelzés csupán a megfogalmazás eredetét és a szerzői jogokat jelzi, nem szolgál a cikkben szereplő információk forrásmegjelöléseként.